# ゲルト・タイス

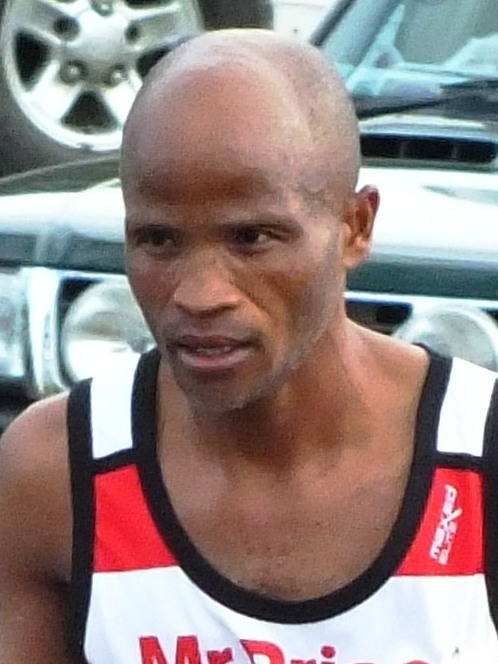
ゲルト・タイス（2012年）

ゲルト・タイス（Gert Thys、1971年11月12日 - ）は、南アフリカ共和国のマラソン選手。1996年アトランタオリンピック、2004年アテネオリンピックの同国マラソン代表。167cm、54kg。ゲート・タイスとも表記される。

## 来歴
マラソンのトレーニング方法は全くの我流だが、一度17歳の時にコーチを付けたことがある。しかし、2か月でうんざりしてしまい、以後は再び独自路線。1993年、福岡国際マラソンに招待され2時間9分31秒で2位となる。1994年、千葉国際クロスカントリー大会に出場して優勝。その2年後、1996年の別府大分毎日マラソンで、当時の大会新記録となる2時間8分30秒でフルマラソン初優勝を飾った。そして迎えた1996年アトランタオリンピックだったが、33位と惨敗を喫する。優勝は同じ南アフリカのジョサイア・チュグワネだった。1999年の東京国際マラソンにおいて、当時世界歴代2位となる2時間6分33秒の好記録で優勝し、「チュグワネの存在は励みになる。一歩でも近づきたい」と述べた。しかし、2004年のアテネオリンピックでも南アフリカ代表として出場したが、16位と結果を残せず大舞台では不振だった。ただ、マラソン選手としてはキャリアが長く、2006年の別府大分毎日マラソンでは、マラソン界では珍しい10年ぶり2度目の優勝を果たした。海外では、韓国のソウル国際マラソンで2003年、2004年と連覇。翌2005年は準優勝で3連覇を逃すも、その翌年となる2006年に自信3度目の優勝を飾り、前年の雪辱を果たした。

## 主な成績
- 1993年 - 福岡国際マラソン（2時間9分31秒、2位）
- 1996年 - 別府大分毎日マラソン（2時間8分30秒（当時の大会新記録）、優勝）
- 1996年 - アトランタ五輪（2時間18分55秒、33位）
- 1999年 - 東京国際マラソン（2時間6分33秒（当時の大会新記録）、優勝）
- 1999年 - セビリア世界陸上（2時間17分13秒、15位）
- 2003年 - パリ世界陸上（2時間15分00秒、30位）
- 2004年 - アテネ五輪（2時間16分08秒、16位）
- 2006年 - 別府大分毎日マラソン（2時間9分45秒、優勝（10年ぶり2度目））